# Bildungsroman
La novel·la d'aprenentatge, novel·la de formació o Bildungsroman és un tipus de novel·la centrat en l'evolució del protagonista o personatges principals mitjançant el viatge, les aventures o el pas del temps. L'heroi comença com a infant innocent i els esdeveniments el fan madurar i forjar la seva personalitat, que esdevé el nucli de la narrativa de l'obra. El filòleg alemany Johann Carl Simonn Morgensten va encunyar el terme el 1819 per designar aquest gènere literari, gènere que va experimentar un fort auge durant la Il·lustració  i que té relació amb la novel·la filosòfica. El terme prové de la conjunció de les paraules alemanyes Bildung ("educació") i Roman ("novel·la”).
En aquestes obres sol haver-hi una oposició entre el jove i la societat, ja que el protagonista descobreix i rebutja el costat fosc del seu entorn. A través de l'amor, l'art, els negocis, la política o les amistats aprèn com funciona el món adult. El contrast entre el final, amb els aprenentatges adquirits, i l'inici de la novel·la accentuen el resultat del pas del temps.
El Criticón de Baltasar Gracián és considerada l'obra pionera del gènere. Exemples famosos d'aquestes novel·les podrien ser el Lazarillo de Tormes, els Anys d'aprenentatge de Wilhelm Meister de Goethe, David Copperfield o Grans esperances de Charles Dickens, o Demian de Hermann Hesse. Es parla de Künstlerroman (novel·la d'artista) si l'evolució del protagonista es refereix a la seva adquisició del rol d'artista, com El present de Nabokov, La pena de Bèlgica d'Hugo Claus o el Retrat de l'artista adolescent de Joyce.
Ha sigut criticada negativament com a "constructe d'ideologia estètica". I s'ha considerat com a gènere de paraliteratura.